# Биково (Тотемський район)
Би́ково (рос. Быково) — присілок у складі Тотемського району Вологодської області, Росія. Входить до складу Погоріловського сільського поселення.

## Населення
Населення — 54 особи (2010; 52 у 2002).
Національний склад (станом на 2002 рік):
- росіяни — 92 %